# Теут
Теут (рум. Tăut) — село у повіті Біхор в Румунії. Входить до складу комуни Батер.
Село розташоване на відстані 417 км на північний захід від Бухареста, 39 км на південь від Ораді, 134 км на захід від Клуж-Напоки, 116 км на північний схід від Тімішоари.

## Населення
За даними перепису населення 2002 року у селі проживали 945 осіб.
Національний склад населення села:
| Національність | Кількість осіб | Відсоток |
| -------------- | -------------- | -------- |
| румуни         | 885            | 93,7%    |
| угорці         | 33             | 3,5%     |
| цигани         | 26             | 2,8%     |

Рідною мовою назвали:
| Мова      | Кількість осіб | Відсоток |
| --------- | -------------- | -------- |
| румунська | 896            | 94,8%    |
| циганська | 26             | 2,8%     |
| угорська  | 23             | 2,4%     |